# Aeroportul Koutiala
Aeroportul Koutiala (IATA: KTX, ICAO: GAKO) este un aeroport din Mali ce deservește zona Koutiala⁠(d). A fost numit după zona deservită.
Situat la o altitudine de 365 m, aeroportul dispune de o singură pistă.